# René Tanalias
René Tanalias est un architecte français né au Pré-Saint-Gervais le 25 février 1898, mort le 10 juillet 1985 à Pantin.

## Réalisations
- 1926, Paris, immeuble au 29ter rue des Meuniers.
- 1928, Pantin, immeuble au 16 rue de la Paix.
- 1929, Paris, immeuble au 28 rue d'Avron.
- 1930, Pantin, hôtel particulier (domicile et bureau de Mr Tanalias), 15 rue de la Paix.
- 1930-1937, Paris, immeuble, 21 rue du Tunnel.
- 1931, Les Lilas, hôtel, 19, rue Jean Poulmarch.

## Sources
Simon Texier, René Tanalias (1898-1985) entre expérimentation et diffusion, Parcours d'architecture no 18, Archives municipales de Pantin, 2010 (en ligne)